# Pāp Kīādeh
Pāp Kīādeh (persiska: Mīān Maḩalleh-ye Pāp Kīādeh, پاپ کیاده) är en ort i Iran.   Den ligger i provinsen Gilan, i den norra delen av landet, 200 km nordväst om huvudstaden Teheran. Antalet invånare är 561.
Terrängen runt Pāp Kīādeh är mycket platt. Runt Pāp Kīādeh är det ganska tätbefolkat, med 134 invånare per kvadratkilometer. Närmaste större samhälle är Langarud, 6,5 km sydväst om Pāp Kīādeh. Trakten runt Pāp Kīādeh består till största delen av jordbruksmark.